# محمد مصطفى محمود
محمد مصطفى محمود من مواليد 1956 هو مصارع عراقي. تنافس في سباق المصارعة الرومانية 68 كلغ في أولمبياد صيف 1980.

## روابط خارجية
- محمد مصطفى محمود على موقع أوليمبيديا (الإنجليزية)